# 刘世锦
刘世锦（1955年1月—），陕西省西安市人，中华人民共和国政治人物。

## 生平
1982年，毕业于西北大学经济系，获经济学学士学位。1982年3月至1986年10月，供职于西北大学经济系，讲师、教研室主任。1989年11月，获中国社会科学院研究生院经济学博士学位，后留校工作，任副研究员、研究室副主任。1994年4月，供职于国务院发展研究中心，曾任市场经济研究所副所长、宏观调节研究部副部长、产业经济研究部部长，任至国务院发展研究中心副主任。2015年7月离职。2018年1月，当选第十三届全国政协委员。